# Burgstall Gschrift

"Gschrifter"-Anwesen vor dem Abbruch, rechts der Burghügel

Skizze von Barthel Eberl, 1942

Der Burgstall Gschrift liegt in der Gemeinde Eisenberg im Landkreis Ostallgäu. Es war der Wohnsitz eines Ministerialgeschlechtes.

## Geschichte
Die frühe Geschichte des Burgstalls Gschrift liegt völlig im Dunklen. Kein einziger aus dem hier lebenden Dienstmannengeschlecht ist namentlich bekannt.
Die kleine Burg gehörte wohl ursprünglich den „Hessen im Getusche“, die auf der nahegelegenen Burg Oberdeusch saßen. Auch der Burgstall im Gschrift wird nämlich in späteren Dokumenten „Hessenburg“ genannt und ein dazugehöriges Waldstück heißt noch „Hessenwald“. Während die kleine Herrschaft Oberdeusch ab 1401 nach und nach an das Kloster St. Mang in Füssen kam, konnten sich die Herren von Freyberg auf Eisenberg den Besitz im Gschrift sichern. 1467, bei der Teilung der Herrschaft Freyberg-Eisenberg, fiel das „Burglin genannt das Gschrifft mit seiner Zugehörd“ an Wilhelm von Freyberg zu Eisenberg.
Da der niederadelige Wohnsitz zu diesem Zeitpunkt längst bedeutungslos geworden war, verliehen die Freyberger das Gschrift an Untertanen, die hier eine Landwirtschaft betrieben. 1598 wird im „Schryfft“ ein Gallus Teschler genannt. Ab 1647 können die Inhaber von „Schloss und Burgstall“ Gschrift lückenlos nachgewiesen werden. Sie lebten wohl zunächst alle in der Ruine auf dem Burghügel. 1779 ist hier Johann Holl vergantet. Beim Versteigerungstermin 1781 verpflichtete sich Leopold Holl von Unterreuten, die ehemaligen Inhaber im „baufälligen alten Haus“ wohnen zu lassen und innerhalb von 15 Jahren „ein ganz neues Haus“ herzustellen. Dieser Neubau unterhalb des Hügels, möglicherweise an der Stelle eines alten Bauhofes, wurde von Andreas Niggel aus Holz begonnen. 1788 vertauschte er dann das Gut Gschrift mit dem alten und dem neuen „ohnausgebauten“ Haus an Anton Kögel von Holz.
Im Jahre 1961 verkaufte Josef Waibel sein Anwesen im Gschrift an die Bundesvermögensverwaltung, die hier ein Munitionsdepot für die Füssener Kaserne errichten ließ. Beim Bau der Bunkeranlagen auf dem weitläufigen Gelände wurde der Burghügel des Gschrifts nicht zerstört.
Inzwischen ist das Munitionslager wieder aufgelöst und die Bunker wurden durch den beim Bau der Autobahn angefallenen Abraum verfüllt. Das immer noch eingezäunte Gelände ist derzeit nicht begehbar.

## Beschreibung
Der Burgstall Gschrift stand in einem waldreichen Gelände auf einem etwa 10 Meter hohen Sandsteinblock, der ein Plateau mit den Ausmaßen von etwa 15 mal 15 Meter hat. Bis in die Mitte des 19. Jahrhunderts waren noch Teile der ehemaligen Burg notdürftig bewohnbar. Nun finden sich nur noch an wenigen Stellen geringe Reste der Umfassungsmauer. In der Süd-Ost-Ecke wurde vom Allgäuer Burgenforscher Dr. Otto Merkt ungefähr 1935 ein Gedenkstein aufgestellt. Er trägt die Inschrift: „Das alte Burgstall und Schloß Gschrüfft, noch erwähnt 1600 und 1675“.
Die mit Sträuchern und Bäumen bestandene Burgstelle fällt nach allen Seiten hin steil ab. Der Zugang wird in der Nord-West-Ecke gewesen sein. An der gegenüberliegenden Ecke tritt noch deutlich der Fels an die Oberfläche. Das Gestein ist stark zerklüftet. Dies hat zum Namen Gschrift (Platz, wo es zahlreiche Felsspalten gibt) geführt.
Durch die Baumaßnahmen für das Munitionslager ist von den 1942 noch skizzierten Wällen der Vorburg nichts mehr übrig geblieben, auch nicht vom ehemaligen „Gschrifter“, dem Anwesen des Josef Waibel.